# Cristina de Borbón
Cristina de Borbón y Grecia (Cristina Federica Victoria Antonia de la Santísima Trinidad de Borbón y Grecia; Madrid, 13 de junio de 1965) es una infanta de España, hija de los reyes de España Juan Carlos I y Sofía. Por ello, le corresponde el tratamiento de Alteza Real. También es hermana del actual rey de España, Felipe VI.
Cristina ostentó también el título de duquesa de Palma de Mallorca desde el 26 de septiembre de 1997, cuando le fue concedido por su padre, Juan Carlos I, hasta el 11 de junio de 2015, fecha en la que fue revocado por su hermano, el rey Felipe VI, cuando la infanta se encontraba imputada por delito fiscal en el caso Nóos. Desde el año 2011, permanece apartada de la familia real y de cualquier acto oficial de la corona.
Cristina ocupa el sexto lugar en la línea de sucesión al trono de España, después de sus sobrinas, la princesa Leonor y la infanta Sofía, su hermana, la infanta Elena y sus sobrinos, Felipe Juan Froilán y Victoria Federica.

## Biografía

### Nacimiento y bautismo

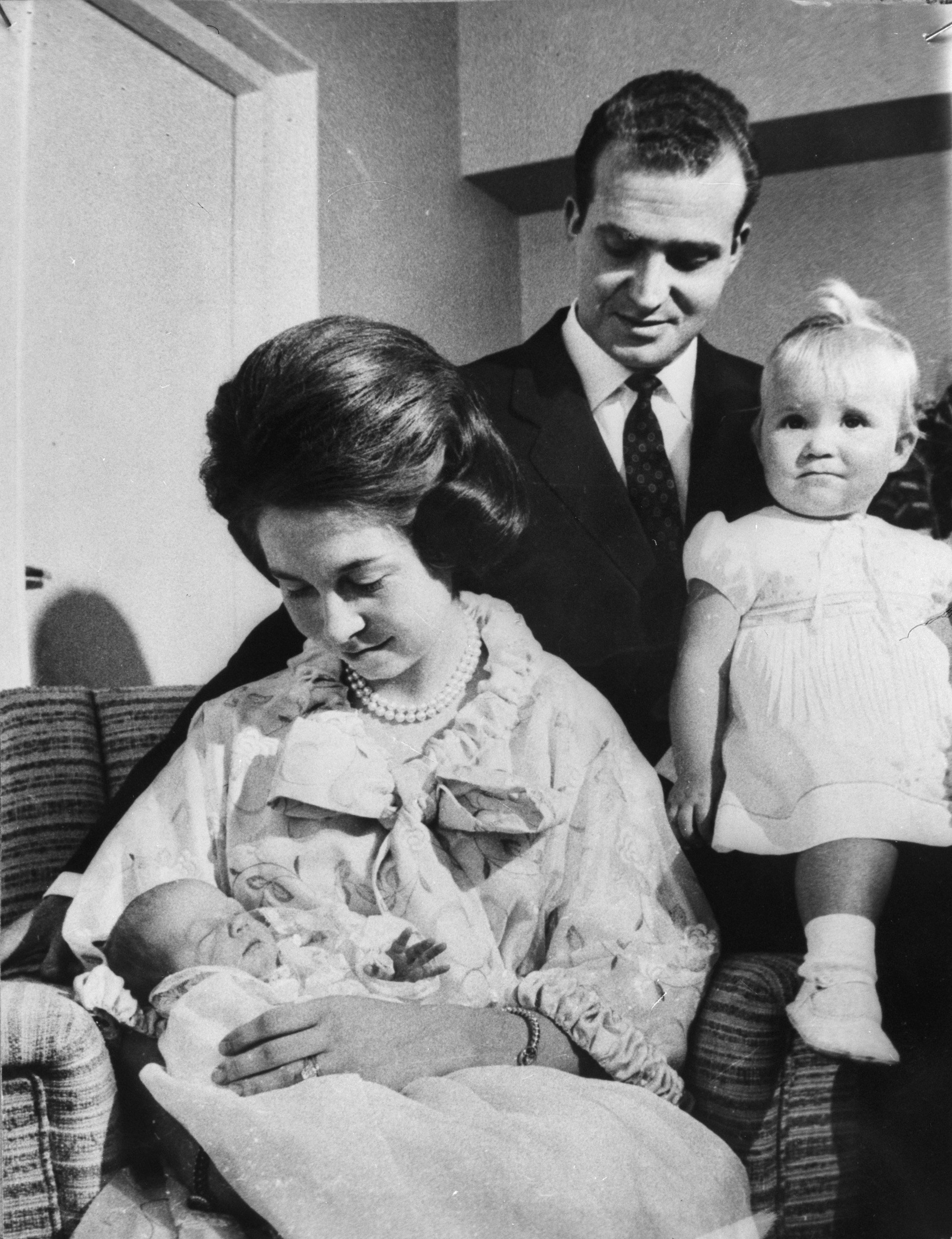
La infanta Cristina, recién nacida.

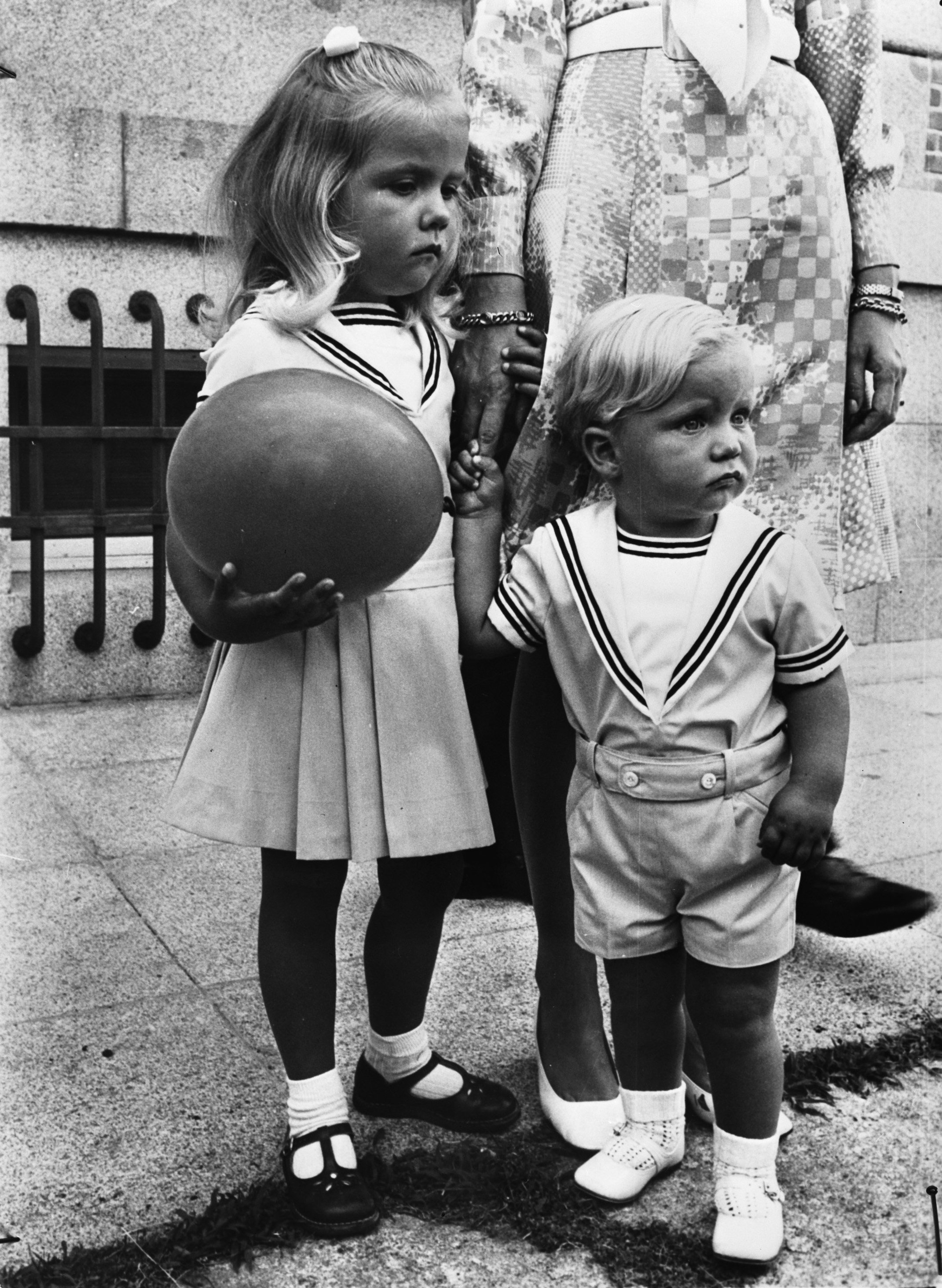
Cristina con su hermano Felipe en 1969.

Nació en Madrid el 13 de junio de 1965, en el sanatorio de Nuestra Señora de Loreto. Fue bautizada en el palacio de la Zarzuela por el arzobispo de Madrid, el 21 de junio de 1965, recibiendo los nombres de «Cristina Federica Victoria Antonia de la Santísima Trinidad» y siendo sus padrinos Alfonso de Borbón y Dampierre, duque de Cádiz y la infanta María Cristina de Borbón y Battenberg.

### Formación académica
Cursó sus estudios secundarios en el colegio Santa María del Camino de Madrid y desde 1984 estudió Ciencias Políticas en la Universidad Complutense de Madrid, en la que obtuvo la licenciatura en 1989.
En 1990 realizó un máster en Relaciones Internacionales en la Universidad de Nueva York y, a partir de 1991, un período de prácticas en la sede de la Unesco en París.

### Aficiones
La infanta es una gran amante de la música. En 1990 se instituyó el Concurso de Piano Infanta Cristina; existe también el Premio Internacional de Guitarra de Su Alteza Real Infanta Cristina que, desde 1985, convoca cada dos años la Fundación Jacinto e Inocencio Guerrero.

### Noviazgos y compromiso
A principios de abril de 1997 se comenzó a hablar del presunto noviazgo de la infanta con uno de sus amigos, el joven deportista Iñaki Urdangarin, destacado jugador del equipo de balonmano del Barcelona. El 30 del mismo mes el palacio de la Zarzuela anunciaba el compromiso matrimonial de la pareja. Además se anunciaba Barcelona como la ciudad donde se celebraría la ceremonia. La petición de mano tuvo lugar el 3 de mayo en el palacio de la Zarzuela, a la que asistieron treinta y tres miembros de ambas familias. Días después, el 14 del mismo mes, se comunicó que la fecha del enlace sería el 4 de octubre.
El 27 de junio de 1997 el Ayuntamiento de Barcelona le concedía la Medalla de Oro de la ciudad, que recibió el 22 de septiembre, en el marco de las Fiestas de la Merced, de manos del alcalde, Pasqual Maragall (este honor le fue retirado en 2016). El 3 de septiembre la infanta Cristina e Iñaki Urdangarín visitaron el Parlamento de Cataluña en la que fue primera visita institucional como pareja. El 26 de septiembre de 1997 el rey Juan Carlos le concedió el ducado de Palma de Mallorca. La concesión de este título fue publicada en el BOE al día siguiente.

## Matrimonio y descendencia

### Boda
El 4 de octubre de 1997 contrajo matrimonio en la catedral de Santa Eulalia de Barcelona, ante más de 1.500 invitados, entre ellos, representantes de cuarenta casas reales de todo el mundo y las principales autoridades del Estado.
La novia lució un traje firmado por el diseñador español Lorenzo Caprile, y la llamada "diadema floral" sujetando el velo; depositó su ramo de novia en la Basílica de la Merced, patrona de Barcelona. El banquete y recepción nupcial tuvo lugar en el Palacio de Pedralbes.

### Hijos
- Juan Valentín de Todos los Santos, nacido el 29 de septiembre de 1999.
- Pablo Nicolás Sebastián de Todos los Santos, nacido el 6 de diciembre de 2000.
- Miguel de Todos los Santos, nacido el 30 de abril de 2002.
- Irene de Todos los Santos, nacida el 5 de junio de 2005.

### Divorcio
El 24 de enero de 2022 se hizo pública la «interrupción de su relación matrimonial» con Iñaki Urdangarin. En diciembre de 2023 se formalizó su divorcio.

## Infanta de España

### Hasta 1985
En 1981, en la base aérea de Torrejón de Ardoz, entregó una bandera nacional al mando de combate del Ejército del Aire y leyó su primera alocución pública.
Al cumplir la mayoría de edad (13 de junio de 1983) el rey Juan Carlos le impuso la banda de dama de la Orden de Isabel la Católica, lo que significaba su plena incorporación a los actos oficiales de la familia real española. Ya en 1977 fue nombrada madrina de una corbeta de la Armada española que lleva su nombre.
Cristina es deportista. Ha heredado de su padre la afición por los deportes náuticos, que practica durante las estancias estivales de la familia real en el palacio de Marivent, Mallorca, y cuando sus actividades oficiales se lo permiten.
Como el resto de los miembros de la Familia Real, la infanta doña Cristina realizó frecuentes viajes y actos oficiales en representación de la Casa Real. En junio de 1989 visitó Bruselas, en lo que se consideró la primera embajada oficial que la infanta llevó a cabo en representación de España. Presidió el día 23 la entrega de una escultura de Don Quijote y Sancho, donada por el Estado español a la que está considerada la 'capital europea'.
El 22 de abril de 1984 presidió en el Senado de España los actos del "Día Iberoamericano" y en mayo de ese mismo año entregó los premios del concurso que lleva su nombre.

### 1986-1990

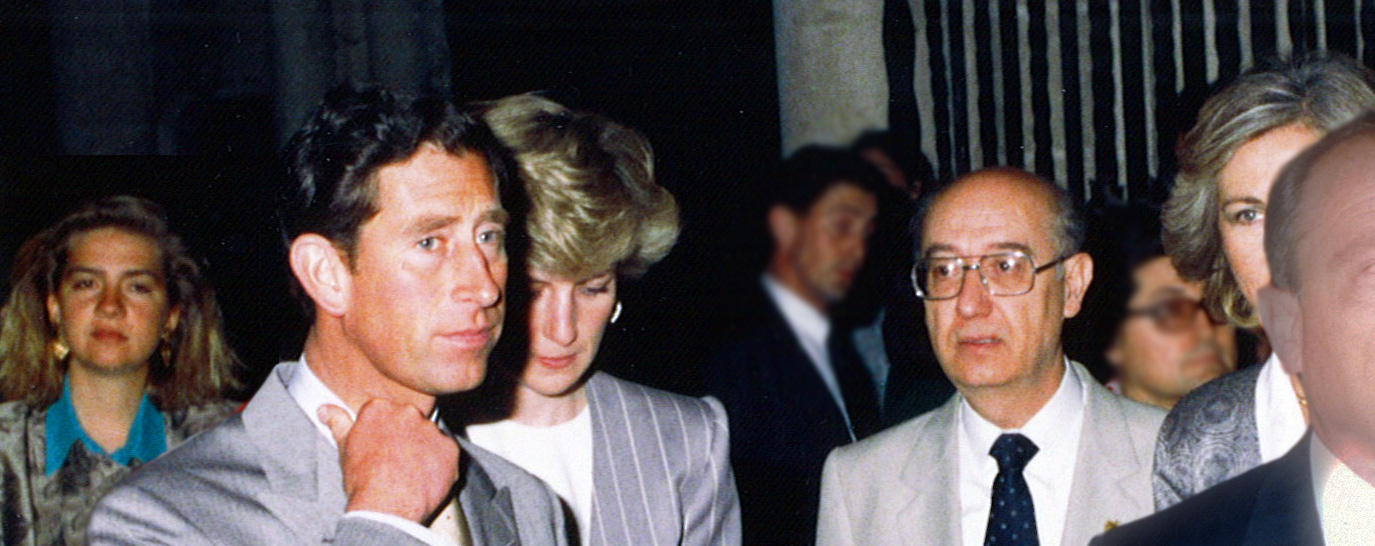
La infanta Cristina a la izquierda, en segundo plano, durante la visita de los príncipes de Gales a España en 1987.

El 18 de abril de 1986 presidió el acto de entrega de los premios Castilla y León-1985, que se celebró en el Paraninfo de la Universidad de Valladolid. También ha intervenido en numerosos actos benéficos. El 1 de noviembre de 1987 presidió en nombre de los teyes, la inauguración en Madrid de la IV Conferencia Europea de Oncología Clínica y el 3 de diciembre del mismo año clausuró en la Escuela Diplomática el curso "La monarquía española en la historia de las relaciones internacionales". Durante 1987 y 1988 participó en los Campeonatos de España de clases olímpicas de vela, celebrados en Cádiz, con la finalidad de clasificarse para los Juegos Olímpicos de Seúl 1988.
Fue suplente del equipo español de Vela de la categoría 470 en Seúl. En la inauguración de estos Juegos, el 17 de septiembre de 1988, fue la abanderada del conjunto español.
Tras la elección de Barcelona como sede de los Juegos Olímpicos de 1992, el 9 de octubre de 1988 izó la bandera olímpica en la Ciudad Condal.
En junio de 1989 finalizó sus estudios de Ciencias Políticas, con lo que se convertía en la primera mujer de la Casa Real española que obtiene un título universitario superior. En noviembre del mismo año, en un acto académico en el Paraninfo de la Universidad Complutense, su padre el rey Juan Carlos I, le entregó el diploma de licenciatura. Desde entonces, la Infanta Doña Cristina preside anualmente el acto académico de graduación en la citada universidad.
El 8 de agosto de 1989 la infanta Cristina preside la botadura de la réplica de La Pinta en Isla Cristina, una de las carabelas protagonistas del Descubrimiento de América.
En 1990 se trasladó a Nueva York para realizar un máster en Relaciones Internacionales. En 1991 comenzó a trabajar en la Unesco en su sede central de París, con una beca de formación durante seis meses a partir de febrero, por la que se le abonaba la cantidad simbólica de un dólar al mes. Realizó sus tareas en el sector de Ciencias Sociales y Humanas.

### 1991-1995
Desde entonces ha viajado en representación de la Corona, sobre todo a América Latina, así en marzo de 1991 visitó Chile.
El 17 de noviembre de 1991 fue nombrada hija adoptiva de Arjona (Jaén) al cumplirse el primer centenario de la concesión a la localidad del título de ciudad por su tatarabuela la reina María Cristina.
Cristina cuenta con numerosos reconocimientos, entre ellos, el 6 de septiembre de 1992 recibió de manos del presidente del Cabildo de La Gomera, Casimiro Curbelo, la medalla de oro Torre del Conde, durante la conmemoración del quinto centenario de la salida de Colón de la isla para realizar su primer viaje. Instituyó el Gobierno Civil de Barcelona.
En noviembre de 1991 estuvo seis días en Colombia de visita oficial, desde donde se trasladó a Argentina.
En abril de 1992 fijó su residencia en Barcelona, en un principio, por un período de seis meses para participar en la organización del Campeonato Mundial de Vela Adaptada, que se celebró tras finalizar los Juegos Olímpicos, del 31 de agosto al 9 de septiembre de 1992. Sin embargo, desde entonces vive en la Ciudad Condal. Asimismo, trabajó en las oficinas de la UNESCO en Barcelona, junto al presidente de la Comisión Española de Cooperación con la UNESCO, Luis Ramallo. Además, como presidenta de honor de la Comisión Española de la UNESCO, permanece vinculada a esta Organización y a sus proyectos.
En junio de 1992 fue galardonada con el Premio Maison de la France-Dialogo 'por el interés que ha mostrado por conocer Francia', distinción entregada por el ministro de Turismo francés, Jean-Michel Baylet.
En febrero de 1992 visitó California, donde permaneció cuatro días, en Los Ángeles inauguró la exposición 'España en las Américas 1492-1992'. A continuación, se trasladó a Tokio, donde inauguró la exposición 'Los bodegones españoles', con más de 70 obras de maestros del género. Asistió además a la firma de un protocolo de cooperación entre el Ministerio de Cultura español y las universidades japonesas.
El 17 de junio de 1992 sufrió un accidente en una regata que se desarrollaba en la costa de Barcelona. Por este motivo, Doña Cristina permaneció hospitalizada 24 horas en observación en la residencia de Bellvitge, en Hospitalet de Llobregat, sin que sufriera ningún daño de consideración.
En abril de 1993, participó en la undécima reunión de comisiones nacionales europeas de la UNESCO que se celebró en Viena. En enero de 1995 realizó una visita a México, El Salvador, Nicaragua y Costa Rica para conocer los proyectos de desarrollo del BID y del Gobierno español en esos países.
El 22 de junio de 1993, recibió el premio 'Hurra a la Deportividad', por los cursos de vela que imparte para disminuidos físicos. Este galardón fue creado por la Comisión Deporte, Sociedad y Convivencia.
Es muy aficionada al squash. En agosto de 1993, durante sus vacaciones en Palma de Mallorca, sufrió una rotura de los ligamentos de la pierna derecha, que le fue escayolada cuando practicaba esta actividad.
Desde el 8 de octubre de 1993, trabaja en Barcelona en La Caixa, primero en el departamento de programas culturales de la Fundación La Caixa, donde se encargaba de organizar exposiciones. En esta ocasión también se incorporó como adjunta de Luis Ramallo. En 1998 abandonó este puesto y se convirtió en coordinadora de programas de cooperación internacional para el Tercer Mundo en la citada Fundación. En el año 2020 deja de trabajar para esta entidad.

### 1996-2000
El 17 de junio de 1996, el crucero "Azur de Puig" del Real Club de Barcelona, patroneado por ella, se proclamó vencedor en la categoría IMS Regata, del campeonato de Cataluña de Cruceros 1996.
El 2 de diciembre de 1996, se trasladó a los Emiratos Árabes Unidos (EAU) en visita oficial para asistir a las ceremonias del XXV aniversario de la creación de ese país. En octubre de 1998 viajó a Perú para visitar los proyectos de cooperación y desarrollo de la Agencia Española de Cooperación Internacional (AECI), de la Fundación La Caixa y de la ONG Ayuda en Acción.
Otro de sus deportes favoritos, es el esquí. El 25 de enero de 1997, fue la presidenta de honor en la entrega de los premios del II Campeonato de Europa de Esquí Alpino para Ciegos y deficientes Visuales celebrado en la estación de Baqueira-Beret.
Tras su matrimonio, el 4 de octubre de 1997, la infanta Cristina ha continuado con sus actividades profesionales en La Caixa y con sus obligaciones institucionales, en representación de la Casa Real, muchas de ellas acompañada de su esposo. El 30 de noviembre de 1998 tomó posesión en Figueras de su nuevo cargo como patrona vitalicia de la Fundación Gala-Salvador Dalí.
El 7 de julio de 1997 inaugura el Teatro Principal de Burgos.
El 20 de mayo de 1998 recibió, junto a su esposo, la Medalla de oro de la comunidad autónoma de las Islas Baleares y el 29 de octubre de ese mismo año recibió del Ayuntamiento de Elche la Medalla de oro del Bimilenario de la ciudad ilicitana.
En febrero del año 2000 la infanta Cristina reapareció después de su primer embarazo, al timón del "Azur de Puig" en la primera regata de la temporada, que se disputó en aguas de Arenys de Mar, Barcelona. En abril del mismo año participó en el XXXI Trofeo Su Alteza Real Princesa Sofía, en aguas de la bahía de Palma.
El 3 de febrero de 2000 viajó a Orlando, Estados Unidos, para presenciar, en Cabo Cañaveral, el lanzamiento del tercer satélite Hispasat, junto a otras personalidades españolas. A continuación se trasladó a Puerto Rico, donde el día 5 inauguró las nuevas instalaciones del Hospital Auxilio Mutuo en San Juan. Finalizó el viaje con una visita a Honduras el día 7, donde conoció diferentes proyectos que se desarrollan con la cooperación española.
El 30 de mayo de 2000 inauguró en Zamora la IX edición de la exposición las "Edades del Hombre", bajo el epígrafe Remembranza.

### 2001-2005

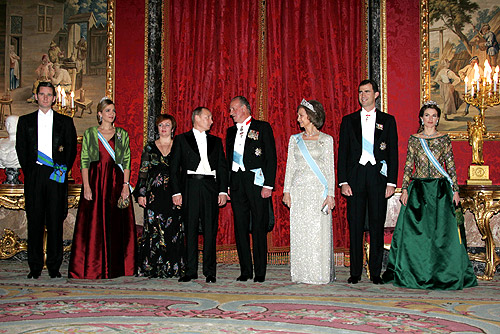
La infanta Cristina junto a su marido Iñaki Urdangarín (a la izquierda) en una cena de gala celebrada en el Palacio Real de Madrid durante la visita del presidente de Rusia, Vladímir Putin, en 2006.

El 8 de marzo de 2001 la infanta Cristina aceptó la presidencia de honor de la Fundación ANAR (Fundación de Ayuda a Niños y Adolescentes en Riesgo).
El 19 de abril de 2001 fue sometida en Oviedo a una intervención quirúrgica de corrección de miopía y astigmatismo, que concluyó con éxito, según informó en conferencia de prensa el doctor Luis Fernández-Vega Sanz, que llevó a cabo la operación.
El 30 de octubre de 2001 inició una visita de tres días a El Salvador para conocer proyectos de cooperación que han sido financiados por España. Estuvo acompañada por el presidente de la Fundación La Caixa, Alejandro Plasencia, y Luis de Sebastián, profesor del centro universitario ESADE, de Barcelona.
En octubre de 2001 la infanta Cristina fue nombrada embajadora de Buena Voluntad de las Naciones Unidas para la II Asamblea Mundial sobre el Envejecimiento, que se celebró en Madrid entre el 8 y el 12 de abril de 2002, cuya inauguración presidió junto al secretario general de la ONU, Kofi Annan, y al presidente del gobierno español, José María Aznar. Preside también la Fundación Internacional de Vela para Discapacitados, IFDS. Participa personalmente en los cursos de vela adaptada para personas con minusvalías. Presta además apoyo a otras entidades de carácter asistencial.
El 25 de junio de 2002 fue presentó la Ofrenda al Apóstol Santiago en nombre del Rey en la catedral de la capital gallega.
El 4 de agosto de 2002, patroneando el "Azur de Puig", consiguió situar a su barco en el segundo puesto de la clasificación final de la Copa del Rey de Vela, una competición que ganó el "Caixa Galicia". Interesada por este deporte y a la vez en actividades de carácter social, participa personalmente en los cursos de vela adaptada para personas con discapacidad y es presidenta de la Fundación Internacional de Vela para Discapacitados (IFDS). El 29 de noviembre de 2002 asistió en Tokio a los funerales del príncipe Takamado, primo del emperador Akihito y séptimo en la línea de sucesión al Trono del Crisantemo, en representación de la Casa Real española.
El 12 de julio de 2003 inauguró en Barcelona el Campeonato del Mundo de Natación de 2003.
El 18 de mayo de 2003 inició un viaje de cinco días a Guatemala, en el transcurso del cual visitó varios proyectos emprendidos por Agencia Española de Cooperación Internacional, (AECI).
El 20 de junio de 2004 entregó en Barcelona, junto al alto comisionado de la ONU para los Refugiados, Ruud Lubbers, el Premio Nansen, considerado el "Nobel Humanitario", a la ONG rusa Memorial, dentro de los actos desarrollados durante el Fórum 2004.
El 17 de marzo de 2005, la Fundación La Caixa anunció su nombramiento como directora del Área Social de la citada entidad, con responsabilidades en programas dirigidos a mayores, voluntariado y cooperación internacional.

### 2006-2013
El 22 de abril de 2009 se tuvo noticia de la decisión de los duques de Palma de dar por finalizada su larga estancia en Barcelona, trasladando la residencia familiar a Washington D. C., debido a los compromisos laborales del esposo como consejero internacional de Telefónica; traslado que tuvo lugar a finales del curso escolar y supuso también el cese del trabajo de doña Cristina como directora del Área Social de la Fundación La Caixa en la sede de Barcelona.
En septiembre de 2012, los duques de Palma vuelven a establecer su residencia en España.
En septiembre de 2013, la infanta se traslada con su familia a residir a Ginebra, donde la Fundación La Caixa le encargó que coordine sus programas con agencias de la ONU.

### Desde 2014
Tras el ascenso al trono de su hermano, tanto la infanta Cristina como la infanta Elena dejaron de formar parte de la familia real y, la primera, a diferencia de la segunda, abandonó la vida pública y dejó de representar a la Corona en actos públicos. Desde entonces, la infanta trabaja en la Fundación Aga Khan (AKF), con sede en Ginebra, como coordinadora de interagencias dentro de la Aga Khan Trust For Culture. También acude ocasionalmente a la sede de Lisboa de dicha entidad.
Desde 2024, si bien mantiene su residencia habitual en Ginebra, pasa largas temporadas en el Palacio de la Zarzuela, donde residen sus hijos pequeños con su abuela.

## Caso Nóos
A finales del año 2011, tras meses de rumores, su esposo, Iñaki Urdangarin, fue imputado junto con otros socios en el marco de la «Operación Babel», una ramificación del caso Palma Arena, por la que el juez José Castro Aragón, instructor del caso, a instancias del fiscal anticorrupción de Baleares, Pedro Horrach, le citó para declarar en febrero de 2012.
A pesar de ser copropietaria de la sociedad Aizoon, S.L. y de haber sido miembro del patronato del Instituto Nóos, ambas instituciones implicadas en el caso, la infanta Cristina inicialmente no sería encausada. Tanto el juez instructor del caso, como la Fiscalía Anticorrupción de Baleares y la Fiscalía General del Estado mantuvieron que, según se desprendía de los testimonios de los encausados y la documentación intervenida, no existían indicios de que la infanta participara en las actividades ni en la gestión de las empresas implicadas o de que formara parte del núcleo de decisión de las mismas. Por estas mismas razones, la Fiscalía General del Estado rechazó la denuncia particular que interpuso un abogado contra la infanta.
Tras la imputación del duque de Palma, la Casa Real manifestó su «absoluto respeto a las decisiones judiciales». Incluso el rey hizo algunas alusiones a la corrupción en su tradicional discurso de Navidad, hecho que suscitó unánimes elogios:

Necesitamos rigor, seriedad y ejemplaridad en todos los sentidos. Todos, sobre todo las personas con responsabilidades públicas, tenemos el deber de observar un comportamiento adecuado, un comportamiento ejemplar... Cuando se producen conductas irregulares que no se ajustan a la legalidad o a la ética, es natural que la sociedad reaccione. Afortunadamente vivimos en un Estado de Derecho, y cualquier actuación censurable deberá ser juzgada y sancionada con arreglo a la ley. La justicia es igual para todos.

En abril de 2013, el juez del caso Nóos, sobre la base de los indicios recogidos durante todo el proceso, cambió de opinión con respecto a la infanta y decidió imputarla. Según el auto:

Si bien no existen evidentes indicios racionales de que Doña Cristina Federica de Borbón y Grecia interviniera activa y decididamente en la gestión cotidiana [del Instituto Nóos] sí que existen suficientes de que [prestaba] su consentimiento a que su parentesco con S.M. El Rey fuera utilizado por su marido y por Don Diego Torres Pérez [...] a sabiendas de que lo era para propiciar un trato generoso por parte de empresas privadas y tan pródigo como privilegiado de las Administraciones Públicas.

Por su parte, la Fiscalía Anticorrupción de Baleares siguió manteniendo que no existían indicios suficientes para imputarla, considerando, además, que el juez actuó de forma precipitada. Por todo ello, el Fiscal decidió recurrir la decisión del juez ante la Audiencia de Palma.
La Casa Real declinó comentar la imputación alegando que «no hace comentarios sobre decisiones judiciales» para, al día siguiente, mostrar su «absoluta conformidad» con la decisión del fiscal anticorrupción de recurrir la decisión del juez.
En mayo de 2013 la Audiencia Provincial de Palma levanta la imputación a doña Cristina en el caso Nóos, aunque deja la puerta abierta a la posibilidad de imputarla en el futuro por un delito fiscal o de blanqueo de capitales.
El 7 de enero de 2014, el juez instructor decide imputar de nuevo a la infanta Cristina por blanqueo y delito fiscal. La infanta prestó declaración el 8 de febrero de 2014 según anunció su abogado, Miquel Roca. Asistió a los tribunales de justicia para prestar declaración, lugar en el que fue recibida por manifestantes antimonárquicos y simpatizantes del partido comunista. Durante su comparecencia judicial, la infanta negó tener constancia de ninguna de las actividades del caso, así como también negó tener ningún conocimiento en materia tributaria, jurídica ni económica. A pesar de que el juez prohibió expresamente la grabación de la declaración, el 8 de febrero de 2014 se filtró al diario El Mundo un vídeo grabado con cámara oculta dónde se veía y se escuchaba a la Infanta durante su declaración.
El 7 de noviembre de 2014, la Audiencia de Palma confirmó la imputación de Cristina de Borbón y Grecia por delito fiscal, aunque no por blanqueo de capitales. Posteriormente, el Juzgado de instrucción n.º 3 de Palma de Mallorca dictó un auto de apertura de juicio oral para que la Audiencia Provincial juzgue a la Infanta como presunta cooperadora en dos delitos fiscales, y reclamando a la Infanta el pago de 2,6 millones en responsabilidades civiles.
El 17 de febrero de 2017, la Audiencia Provincial absolvió a la infanta de los dos delitos fiscales de los que se le acusaba, pero se le condenó a devolver 265 088 euros al considerar que se había beneficiado indirectamente de los delitos cometidos por su marido. Iñaki Urdangarín, en cambio, fue condenado a seis años y tres meses de prisión. Posteriormente, el Tribunal Supremo rebajó la responsabilidad civil de la Infanta hasta los 136 950 euros.

## Distinciones honoríficas

### Nacionales
- Gran Cruz de la Real y Distinguida Orden de Carlos III. (14/10/1988)[38]
- Gran Cruz de la Real Orden de Isabel la Católica. (13/06/1983)[39]
- Medalla de Oro de la Comunidad Autónoma de Baleares (1998)[40]
- Medalla de Oro de la Ciudad de Elche (1998)[41]

### Extranjeras
- Miembro de Primera Clase de la Orden de los Tres Divinos Poderes (Reino de Nepal. (19/09/1983)[42]
- Gran Cruz de la Orden de Orange-Nassau (Reino de los Países Bajos. (08/10/1985)[43][44]
- Gran Cruz de la Orden del Halcón. (Islandia (16/09/1985)[45]
- Gran Cordón de la Orden de la Estrella de Jordania. (26/03/1985)[46][47]
- Gran Cruz de la Orden del Quetzal República de Guatemala. (01/10/1986).[48]
- Gran Cordón de la Orden del Elefante Blanco. (Reino de Tailandia 19/11/1987)[49]
- Gran Cruz de la Orden de Cristo República Portuguesa. (13/10/1988)[50]
- Gran Cordón de la Orden de Leopoldo Reino de Bélgica. (19/09/1994)[51][52]
- Gran Cordón de la Orden de la Preciosa Corona Estado de Japón. (10/10/1994)[53]
- Gran Cruz de la Orden de San Olaf Reino de Noruega. (25/04/1995)[54]
- Banda de la Orden Mexicana del Águila Azteca (Estados Unidos Mexicanos, 25/01/1996).[55][56]
- Medalla Conmemorativa del 50 Aniversario del Rey Carlos XVI Gustavo Reino de Suecia. (30/04/1996)[57]
- Gran Cruz de la Orden del Infante Don Enrique República Portuguesa. (23/08/1996)[50]
- Gran Cruz con Estrella de Plata de la Orden Nacional José Matías Delgado (República de El Salvador, 10/03/1997).[58][59]
- Gran Decoración de Honor en Oro con Fajín de la Orden al Mérito de la República de Austria. (02/06/1997)[60][61]
- Miembro de Clase Suprema de la Orden la Virtud República Árabe de Egipto. (29/05/2000)[62]
- Gran Cruz de la Orden de Adolfo de Nassau Gran Ducado de Luxemburgo. (07/05/2001)[63]
- Gran Cruz de la Orden Nacional del Mérito (República del Ecuador, 09/07/2001).[64]
- Gran Cruz de la Orden de Honor República Helénica. (25/09/2001).[65][66]
- Gran Cruz de la Orden del Mérito de la República Federal de Alemania (11/11/2002).[67]
- Gran Cruz de la Orden de la Cruz del Sur. (Brasil, 15/07/2003)[68]
- Gran Cruz de la Orden del Sol del Perú. (05/07/2004)[69]

## Títulos
| ● 20 de diciembre de 1965-26 de septiembre de 1997: | Su alteza real la infanta doña Cristina                               |
| ● 26 de septiembre de 1997-11 de junio de 2015:     | Su alteza real la infanta doña Cristina, duquesa de Palma de Mallorca |
| ● 11 de junio de 2015-presente:                     | Su alteza real la infanta doña Cristina                               |

## Ascendencia
| \| \| \| \| \| \| \| \| \| \| \| \| \| \| \| \| \| \| \| \| 16. Alfonso XII, rey de España \| \| \| \| \| \| \| \| \| \| \| \| \| \| \| \| \| \| \| \| \| \| \| \| \| \| \| \| \| \| \| \| \| \| \| \| \| \| \| \| \| \| \| \| \| \| \| \| \| \| \| \| \| \| 8. Alfonso XIII, rey de España \| \| \| \| \| \| \| \| \| \| \| \| \| \| \| \| \| \| \| \| \| \| \| \| \| \| \| \| \| \| \| \| \| \| \| \| \| \| \| \| \| \| \| \| \| \| \| \| \| \| \| \| \| \| 17. Archiduquesa María Cristina de Austria \| \| \| \| \| \| \| \| \| \| \| \| \| \| \| \| \| \| \| \| \| \| \| \| \| \| \| \| \| \| \| \| \| \| \| \| \| \| \| \| \| \| \| \| \| \| \| \| \| \| \| \| \| \| 4. Infante Juan, conde de Barcelona \| \| \| \| \| \| \| \| \| \| \| \| \| \| \| \| \| \| \| \| \| \| \| \| \| \| \| \| \| \| \| \| \| \| \| \| \| \| \| \| \| \| \| \| \| \| \| \| \| \| \| \| \| \| 18. Príncipe Enrique de Battenberg \| \| \| \| \| \| \| \| \| \| \| \| \| \| \| \| \| \| \| \| \| \| \| \| \| \| \| \| \| \| \| \| \| \| \| \| \| \| \| \| \| \| \| \| \| \| \| \| \| \| \| \| \| \| 9. Princesa Victoria Eugenia de Battenberg \| \| \| \| \| \| \| \| \| \| \| \| \| \| \| \| \| \| \| \| \| \| \| \| \| \| \| \| \| \| \| \| \| \| \| \| \| \| \| \| \| \| \| \| \| \| \| \| \| \| \| \| \| \| 19. Princesa Beatriz del Reino Unido \| \| \| \| \| \| \| \| \| \| \| \| \| \| \| \| \| \| \| \| \| \| \| \| \| \| \| \| \| \| \| \| \| \| \| \| \| \| \| \| \| \| \| \| \| \| \| \| \| \| \| \| \| \| 2. Juan Carlos I, rey de España \| \| \| \| \| \| \| \| \| \| \| \| \| \| \| \| \| \| \| \| \| \| \| \| \| \| \| \| \| \| \| \| \| \| \| \| \| \| \| \| \| \| \| \| \| \| \| \| \| \| \| \| \| \| 20. Príncipe Alfonso, conde de Caserta \| \| \| \| \| \| \| \| \| \| \| \| \| \| \| \| \| \| \| \| \| \| \| \| \| \| \| \| \| \| \| \| \| \| \| \| \| \| \| \| \| \| \| \| \| \| \| \| \| \| \| \| \| \| 10. Príncipe Carlos de Borbón-Dos Sicilias \| \| \| \| \| \| \| \| \| \| \| \| \| \| \| \| \| \| \| \| \| \| \| \| \| \| \| \| \| \| \| \| \| \| \| \| \| \| \| \| \| \| \| \| \| \| \| \| \| \| \| \| \| \| 21. Princesa Antonieta de las Dos Sicilias \| \| \| \| \| \| \| \| \| \| \| \| \| \| \| \| \| \| \| \| \| \| \| \| \| \| \| \| \| \| \| \| \| \| \| \| \| \| \| \| \| \| \| \| \| \| \| \| \| \| \| \| \| \| 5. Princesa María Mercedes de Borbón \| \| \| \| \| \| \| \| \| \| \| \| \| \| \| \| \| \| \| \| \| \| \| \| \| \| \| \| \| \| \| \| \| \| \| \| \| \| \| \| \| \| \| \| \| \| \| \| \| \| \| \| \| \| 22. Príncipe Felipe, conde de París \| \| \| \| \| \| \| \| \| \| \| \| \| \| \| \| \| \| \| \| \| \| \| \| \| \| \| \| \| \| \| \| \| \| \| \| \| \| \| \| \| \| \| \| \| \| \| \| \| \| \| \| \| \| 11. Princesa Luisa de Orleans \| \| \| \| \| \| \| \| \| \| \| \| \| \| \| \| \| \| \| \| \| \| \| \| \| \| \| \| \| \| \| \| \| \| \| \| \| \| \| \| \| \| \| \| \| \| \| \| \| \| \| \| \| \| 23. Princesa María Isabel de Orleans \| \| \| \| \| \| \| \| \| \| \| \| \| \| \| \| \| \| \| \| \| \| \| \| \| \| \| \| \| \| \| \| \| \| \| \| \| \| \| \| \| \| \| \| \| \| \| \| \| \| \| \| \| \| 1. Infanta Cristina, Infanta de España \| \| \| \| \| \| \| \| \| \| \| \| \| \| \| \| \| \| \| \| \| \| \| \| \| \| \| \| \| \| \| \| \| \| \| \| \| \| \| \| \| \| \| \| \| \| \| \| \| \| \| \| \| \| 24. Jorge I, Rey de Grecia \| \| \| \| \| \| \| \| \| \| \| \| \| \| \| \| \| \| \| \| \| \| \| \| \| \| \| \| \| \| \| \| \| \| \| \| \| \| \| \| \| \| \| \| \| \| \| \| \| \| \| \| \| \| 12. Constantino I, rey de Grecia \| \| \| \| \| \| \| \| \| \| \| \| \| \| \| \| \| \| \| \| \| \| \| \| \| \| \| \| \| \| \| \| \| \| \| \| \| \| \| \| \| \| \| \| \| \| \| \| \| \| \| \| \| \| 25. Gran duquesa Olga Constantínovna de Rusia \| \| \| \| \| \| \| \| \| \| \| \| \| \| \| \| \| \| \| \| \| \| \| \| \| \| \| \| \| \| \| \| \| \| \| \| \| \| \| \| \| \| \| \| \| \| \| \| \| \| \| \| \| \| 6. Pablo I, Rey de Grecia \| \| \| \| \| \| \| \| \| \| \| \| \| \| \| \| \| \| \| \| \| \| \| \| \| \| \| \| \| \| \| \| \| \| \| \| \| \| \| \| \| \| \| \| \| \| \| \| \| \| \| \| \| \| 26. Federico III, emperador de Alemania \| \| \| \| \| \| \| \| \| \| \| \| \| \| \| \| \| \| \| \| \| \| \| \| \| \| \| \| \| \| \| \| \| \| \| \| \| \| \| \| \| \| \| \| \| \| \| \| \| \| \| \| \| \| 13. Princesa Sofía de Prusia \| \| \| \| \| \| \| \| \| \| \| \| \| \| \| \| \| \| \| \| \| \| \| \| \| \| \| \| \| \| \| \| \| \| \| \| \| \| \| \| \| \| \| \| \| \| \| \| \| \| \| \| \| \| 27. Victoria, princesa Real \| \| \| \| \| \| \| \| \| \| \| \| \| \| \| \| \| \| \| \| \| \| \| \| \| \| \| \| \| \| \| \| \| \| \| \| \| \| \| \| \| \| \| \| \| \| \| \| \| \| \| \| \| \| 3. Princesa Sofía de Grecia y Dinamarca \| \| \| \| \| \| \| \| \| \| \| \| \| \| \| \| \| \| \| \| \| \| \| \| \| \| \| \| \| \| \| \| \| \| \| \| \| \| \| \| \| \| \| \| \| \| \| \| \| \| \| \| \| \| 28. Ernesto Augusto, príncipe heredero de Hanover \| \| \| \| \| \| \| \| \| \| \| \| \| \| \| \| \| \| \| \| \| \| \| \| \| \| \| \| \| \| \| \| \| \| \| \| \| \| \| \| \| \| \| \| \| \| \| \| \| \| \| \| \| \| 14. Ernesto Augusto III, duque de Brunswick \| \| \| \| \| \| \| \| \| \| \| \| \| \| \| \| \| \| \| \| \| \| \| \| \| \| \| \| \| \| \| \| \| \| \| \| \| \| \| \| \| \| \| \| \| \| \| \| \| \| \| \| \| \| 29. Princesa Thyra de Dinamarca \| \| \| \| \| \| \| \| \| \| \| \| \| \| \| \| \| \| \| \| \| \| \| \| \| \| \| \| \| \| \| \| \| \| \| \| \| \| \| \| \| \| \| \| \| \| \| \| \| \| \| \| \| \| 7. Princesa Federica de Hanover \| \| \| \| \| \| \| \| \| \| \| \| \| \| \| \| \| \| \| \| \| \| \| \| \| \| \| \| \| \| \| \| \| \| \| \| \| \| \| \| \| \| \| \| \| \| \| \| \| \| \| \| \| \| 30. Guillermo II, emperador de Alemania \| \| \| \| \| \| \| \| \| \| \| \| \| \| \| \| \| \| \| \| \| \| \| \| \| \| \| \| \| \| \| \| \| \| \| \| \| \| \| \| \| \| \| \| \| \| \| \| \| \| \| \| \| \| 15. Princesa Victoria Luisa de Prusia \| \| \| \| \| \| \| \| \| \| \| \| \| \| \| \| \| \| \| \| \| \| \| \| \| \| \| \| \| \| \| \| \| \| \| \| \| \| \| \| \| \| \| \| \| \| \| \| \| \| \| \| \| \| 31. Princesa Augusta Victoria de Schleswig-Holstein \| \| \| \| \| \| \| \| \| \| \| \| \| \| \| \| \| \| \| \| \| \| \| \| \| \| \| \| \| \| \| \| \| \| \| \| \| \| \| \| \| \| \| \| \| \| \| \| \| \| \| \| |                                                     |  |  |  |  |  |  |  |  |  |  |  |  |  |  |  |
| |                                                     |  |  |  |  |  |  |  |  |  |  |  |  |  |  |  |
| | 16. Alfonso XII, rey de España                      |  |  |  |  |  |  |  |  |  |  |  |  |  |  |  |
| |                                                     |  |  |  |  |  |  |  |  |  |  |  |  |  |  |  |
| |                                                     |  |  |  |  |  |  |  |  |  |  |  |  |  |  |  |
| | 8. Alfonso XIII, rey de España                      |  |  |  |  |  |  |  |  |  |  |  |  |  |  |  |
| |                                                     |  |  |  |  |  |  |  |  |  |  |  |  |  |  |  |
| |                                                     |  |  |  |  |  |  |  |  |  |  |  |  |  |  |  |
| | 17. Archiduquesa María Cristina de Austria          |  |  |  |  |  |  |  |  |  |  |  |  |  |  |  |
| |                                                     |  |  |  |  |  |  |  |  |  |  |  |  |  |  |  |
| |                                                     |  |  |  |  |  |  |  |  |  |  |  |  |  |  |  |
| | 4. Infante Juan, conde de Barcelona                 |  |  |  |  |  |  |  |  |  |  |  |  |  |  |  |
| |                                                     |  |  |  |  |  |  |  |  |  |  |  |  |  |  |  |
| |                                                     |  |  |  |  |  |  |  |  |  |  |  |  |  |  |  |
| | 18. Príncipe Enrique de Battenberg                  |  |  |  |  |  |  |  |  |  |  |  |  |  |  |  |
| |                                                     |  |  |  |  |  |  |  |  |  |  |  |  |  |  |  |
| |                                                     |  |  |  |  |  |  |  |  |  |  |  |  |  |  |  |
| | 9. Princesa Victoria Eugenia de Battenberg          |  |  |  |  |  |  |  |  |  |  |  |  |  |  |  |
| |                                                     |  |  |  |  |  |  |  |  |  |  |  |  |  |  |  |
| |                                                     |  |  |  |  |  |  |  |  |  |  |  |  |  |  |  |
| | 19. Princesa Beatriz del Reino Unido                |  |  |  |  |  |  |  |  |  |  |  |  |  |  |  |
| |                                                     |  |  |  |  |  |  |  |  |  |  |  |  |  |  |  |
| |                                                     |  |  |  |  |  |  |  |  |  |  |  |  |  |  |  |
| | 2. Juan Carlos I, rey de España                     |  |  |  |  |  |  |  |  |  |  |  |  |  |  |  |
| |                                                     |  |  |  |  |  |  |  |  |  |  |  |  |  |  |  |
| |                                                     |  |  |  |  |  |  |  |  |  |  |  |  |  |  |  |
| | 20. Príncipe Alfonso, conde de Caserta              |  |  |  |  |  |  |  |  |  |  |  |  |  |  |  |
| |                                                     |  |  |  |  |  |  |  |  |  |  |  |  |  |  |  |
| |                                                     |  |  |  |  |  |  |  |  |  |  |  |  |  |  |  |
| | 10. Príncipe Carlos de Borbón-Dos Sicilias          |  |  |  |  |  |  |  |  |  |  |  |  |  |  |  |
| |                                                     |  |  |  |  |  |  |  |  |  |  |  |  |  |  |  |
| |                                                     |  |  |  |  |  |  |  |  |  |  |  |  |  |  |  |
| | 21. Princesa Antonieta de las Dos Sicilias          |  |  |  |  |  |  |  |  |  |  |  |  |  |  |  |
| |                                                     |  |  |  |  |  |  |  |  |  |  |  |  |  |  |  |
| |                                                     |  |  |  |  |  |  |  |  |  |  |  |  |  |  |  |
| | 5. Princesa María Mercedes de Borbón                |  |  |  |  |  |  |  |  |  |  |  |  |  |  |  |
| |                                                     |  |  |  |  |  |  |  |  |  |  |  |  |  |  |  |
| |                                                     |  |  |  |  |  |  |  |  |  |  |  |  |  |  |  |
| | 22. Príncipe Felipe, conde de París                 |  |  |  |  |  |  |  |  |  |  |  |  |  |  |  |
| |                                                     |  |  |  |  |  |  |  |  |  |  |  |  |  |  |  |
| |                                                     |  |  |  |  |  |  |  |  |  |  |  |  |  |  |  |
| | 11. Princesa Luisa de Orleans                       |  |  |  |  |  |  |  |  |  |  |  |  |  |  |  |
| |                                                     |  |  |  |  |  |  |  |  |  |  |  |  |  |  |  |
| |                                                     |  |  |  |  |  |  |  |  |  |  |  |  |  |  |  |
| | 23. Princesa María Isabel de Orleans                |  |  |  |  |  |  |  |  |  |  |  |  |  |  |  |
| |                                                     |  |  |  |  |  |  |  |  |  |  |  |  |  |  |  |
| |                                                     |  |  |  |  |  |  |  |  |  |  |  |  |  |  |  |
| | 1. Infanta Cristina, Infanta de España              |  |  |  |  |  |  |  |  |  |  |  |  |  |  |  |
| |                                                     |  |  |  |  |  |  |  |  |  |  |  |  |  |  |  |
| |                                                     |  |  |  |  |  |  |  |  |  |  |  |  |  |  |  |
| | 24. Jorge I, Rey de Grecia                          |  |  |  |  |  |  |  |  |  |  |  |  |  |  |  |
| |                                                     |  |  |  |  |  |  |  |  |  |  |  |  |  |  |  |
| |                                                     |  |  |  |  |  |  |  |  |  |  |  |  |  |  |  |
| | 12. Constantino I, rey de Grecia                    |  |  |  |  |  |  |  |  |  |  |  |  |  |  |  |
| |                                                     |  |  |  |  |  |  |  |  |  |  |  |  |  |  |  |
| |                                                     |  |  |  |  |  |  |  |  |  |  |  |  |  |  |  |
| | 25. Gran duquesa Olga Constantínovna de Rusia       |  |  |  |  |  |  |  |  |  |  |  |  |  |  |  |
| |                                                     |  |  |  |  |  |  |  |  |  |  |  |  |  |  |  |
| |                                                     |  |  |  |  |  |  |  |  |  |  |  |  |  |  |  |
| | 6. Pablo I, Rey de Grecia                           |  |  |  |  |  |  |  |  |  |  |  |  |  |  |  |
| |                                                     |  |  |  |  |  |  |  |  |  |  |  |  |  |  |  |
| |                                                     |  |  |  |  |  |  |  |  |  |  |  |  |  |  |  |
| | 26. Federico III, emperador de Alemania             |  |  |  |  |  |  |  |  |  |  |  |  |  |  |  |
| |                                                     |  |  |  |  |  |  |  |  |  |  |  |  |  |  |  |
| |                                                     |  |  |  |  |  |  |  |  |  |  |  |  |  |  |  |
| | 13. Princesa Sofía de Prusia                        |  |  |  |  |  |  |  |  |  |  |  |  |  |  |  |
| |                                                     |  |  |  |  |  |  |  |  |  |  |  |  |  |  |  |
| |                                                     |  |  |  |  |  |  |  |  |  |  |  |  |  |  |  |
| | 27. Victoria, princesa Real                         |  |  |  |  |  |  |  |  |  |  |  |  |  |  |  |
| |                                                     |  |  |  |  |  |  |  |  |  |  |  |  |  |  |  |
| |                                                     |  |  |  |  |  |  |  |  |  |  |  |  |  |  |  |
| | 3. Princesa Sofía de Grecia y Dinamarca             |  |  |  |  |  |  |  |  |  |  |  |  |  |  |  |
| |                                                     |  |  |  |  |  |  |  |  |  |  |  |  |  |  |  |
| |                                                     |  |  |  |  |  |  |  |  |  |  |  |  |  |  |  |
| | 28. Ernesto Augusto, príncipe heredero de Hanover   |  |  |  |  |  |  |  |  |  |  |  |  |  |  |  |
| |                                                     |  |  |  |  |  |  |  |  |  |  |  |  |  |  |  |
| |                                                     |  |  |  |  |  |  |  |  |  |  |  |  |  |  |  |
| | 14. Ernesto Augusto III, duque de Brunswick         |  |  |  |  |  |  |  |  |  |  |  |  |  |  |  |
| |                                                     |  |  |  |  |  |  |  |  |  |  |  |  |  |  |  |
| |                                                     |  |  |  |  |  |  |  |  |  |  |  |  |  |  |  |
| | 29. Princesa Thyra de Dinamarca                     |  |  |  |  |  |  |  |  |  |  |  |  |  |  |  |
| |                                                     |  |  |  |  |  |  |  |  |  |  |  |  |  |  |  |
| |                                                     |  |  |  |  |  |  |  |  |  |  |  |  |  |  |  |
| | 7. Princesa Federica de Hanover                     |  |  |  |  |  |  |  |  |  |  |  |  |  |  |  |
| |                                                     |  |  |  |  |  |  |  |  |  |  |  |  |  |  |  |
| |                                                     |  |  |  |  |  |  |  |  |  |  |  |  |  |  |  |
| | 30. Guillermo II, emperador de Alemania             |  |  |  |  |  |  |  |  |  |  |  |  |  |  |  |
| |                                                     |  |  |  |  |  |  |  |  |  |  |  |  |  |  |  |
| |                                                     |  |  |  |  |  |  |  |  |  |  |  |  |  |  |  |
| | 15. Princesa Victoria Luisa de Prusia               |  |  |  |  |  |  |  |  |  |  |  |  |  |  |  |
| |                                                     |  |  |  |  |  |  |  |  |  |  |  |  |  |  |  |
| |                                                     |  |  |  |  |  |  |  |  |  |  |  |  |  |  |  |
| | 31. Princesa Augusta Victoria de Schleswig-Holstein |  |  |  |  |  |  |  |  |  |  |  |  |  |  |  |
| |                                                     |  |  |  |  |  |  |  |  |  |  |  |  |  |  |  |
| |                                                     |  |  |  |  |  |  |  |  |  |  |  |  |  |  |  |

| Predecesor: Victoria Federica de Marichalar y Borbón | Línea de sucesión al trono de España 6.º lugar              | Sucesor: Juan Valentín Urdangarin y Borbón |
| Predecesor: Alejandro Abascal 1984                   | Abanderada de España en los Juegos Olímpicos de Verano 1988 | Sucesor: Felipe de Borbón 1992             |